# ポープ・ジョーン
ポープ・ジョーン（英語: Pope Joan）は、かつてヴィクトリア朝において人気のあったイギリスのトランプゲームである。3人から8人で競技する。フランスの結婚（英語: Matrimony）および彗星（英語: Comet）というゲームに由来する。ポープ・ジョーンは、より俗っぽいニューマーケット（Newmarket）やスピナード（Spinado）の祖先にあたる。
ルールがはじめて記述された出版物はホイルの1814年版にすぎないが、オックスフォード英語辞典によると1732年の用例がある。さらに古くはポープ・ジュリアス（Pope Julius）と呼ばれていた。

## 概要
ポープ・ジョーンは場に出ているカードが同一スートでランク順になるように手札からカードを出していき、すべての手札を他人より早く無くすることを目的とする。それ以外に、特定のカードを出すことによって、チップを得ることができる。
チップを置くためのボードには美しいデザインのものが多く、このゲームの魅力のひとつとなっている。
よく似たゲームは各国にある。ドイツの非常に古いゲームで、ポーカーの先祖と言われるポッヘンも同様のルールで、ボードのデザインも似ている。日本でも江戸時代に同様のルールをもつ「よみかるた」というゲームが流行した。花札を使った同様のゲームとしては、ポカ・ひよこなどが存在する。

## 名称
このゲームは「戦争屋教皇」と呼ばれた教皇ユリウス2世に由来するか、または教皇ヨハネス8世が実は女だったという伝説（女教皇ヨハンナを参照）に由来すると推測される。カトリック教会は女性の教皇の存在を認めておらず、この伝説はヴィクトリア朝のプロテスタントによるプロパガンダとして使用された。そう考えると、スコットランドでもこのゲームに人気があったことに説明がつく。
パーレットも名称の由来は不明としながらも、同系のゲームがフランスで「ナン・ジョーン」（Nain jaune （フランス語版記事）、「黄色のドワーフ」を意味する）という名前で行われていたことから、この「ナン・ジョーン」が英語で「尼僧ジョーン」（Nun Joan）と解釈され、そこからポープ・ジョーンの名前が生まれたのではないかと想像している。

## 用意する道具
通常の52枚のトランプを使用する。ほかにチップを入れるためのボードが必要である。ボードは8つに仕切られており、それぞれA・K・Q・J・ゲーム・教皇（9♦）・結婚（Matrimony、KとQ）・浮気（Intrigue、QとJ）のラベルがついている。各競技者は競技人数にあわせた数の数取りまたはチップを受けとる。シーケンスを止めるためにカードからは8♦を抜いておく。これにより、このゲームは分類上「ストップス」というサブグループに属する。

## プレイ
最初のディーラーは何らかの方法で決める。ディーラーはプレイごとに時計回りに移動する。
ディーラーは、チップを教皇の場所に6つ・結婚と浮気に2つずつ・残りの5つに1つずつ置くことにより、「ボードを飾る」。ついで51枚のカードを各競技者に配るが、このとき参加人数よりひとりぶん多く配る。この実際にはいない参加者のための手札（dead hand）の最後の1枚を表に向け、これが「切り札」になる。各人で手札の枚数が等しくならない場合、気にせず全部配ってしまってもよいし、手札が等しくなるように一定の枚数を配らずに残してもよい。もし、表にしたカードが9♦であるか、またはA・K・Q・Jのいずれかの場合、ディーラーが対応する場所のチップを獲得する。
ディーラーの左隣が1枚のカードを場に出す。そのカードは何のスートであってもよいが、手札中のそのスートのもっとも低いランクのカードでなければならない。カードのランクは低いほうから A 2 3 4 5 6 7 8 9 10 J Q K となっている。同じスートでそれよりひとつ上のランクのカードを持っている場合は、それも出していって構わない。それから、出したカードと同じスートでひとつ上のカードをもっている競技者がそれを出していく。次のカードが実際にはいない参加者の手札の中にあるか、または K まで到達したために、誰もカードを出せなくなった場合、最後のカード（ストップ）を出した人が再び任意のカードを出す。この時もスートは何でもいいが、手札中のもっとも低いランクでなければならない。すべてのKと7♦では必ずストップする。実際にはいない参加者に配った手札のひとつ下のカードでもストップする。すでに出されたカードのひとつ下のカードでもストップする。
A・K・Q・Jの場所に置かれたチップは、切り札の対応するカードを出した競技者のものになる。教皇についても9♦を出した競技者のものになる。浮気については、同じ競技者が切り札のQとJの両方を出した場合にのみその競技者のものになる。結婚についても同様にKとQの両方を同じ競技者が出した場合にのみその競技者のものになる。ひとりで切り札のJ・Q・Kの3枚を出せば、浮気と結婚の両方のチップを獲得できる。JとQが別の競技者から出た場合、チップをふたりで山分けにするという変種もある。
誰も獲得できなかったチップは次回のプレイに持ちこされる。
手札をすべて出しきった競技者は「ゲーム」の場所にあるチップを受けとった上で、ほかの各競技者から、各人の残った手札の枚数だけのチップを受けとる。ただし教皇のカードを手札に持っている人はチップを支払わなくてよい。

## 戦略
競技中に何がストップになったかに多少注意を払っておくだけでよい。教皇のカードは常時ストップとして扱われることがある。